# Бицерин
Бицерѝн (на пиемонтски: Bicerin, букв. „чашка“), известен днес и като Бицерин на Кавур (Bicerin 'd Cavour) е историческа топла и безалкохолна напитка от град Торино, Северна Италия. Това е един от символите на града. Не трябва да се бърка с едноименния ликьор, приготвян със сметана, кафе и джандуя.

## История и произход
Бицерин е еволюция на bavareisa – напитка, доста модерна през 18 век, сервирана в големи кръгли чаши и направена от смес от кафе, шоколад и сметана, подсладена със сироп.
Първоначално трите съставки на бицерина са сервирани отделни в чашки без дръжка. През 19 век напитката се предлага в три варианта: pur e fiur (днешното капучино), pur e barba (кафе и шоколад) и ‘n poc ‘d tut (от всичко по малко), като всичките три негови съставки са смесени. Последният от вариантите е най-успешен и надделява над останалите, като съществува и до днес. Всичко е придружено от баняти (bagnati) – занаятчийски сладкиши в цели 14 варианта.

Сред първите текстове, разказващи историята на бицерина, е „Торино и торинците“ (Torino e i Torinesi) на италианския поет и писател Алберто Вирилио, издаден през 1898 г.
През 2001 г. бицеринът е признат за традиционен хранително-вкусов продукт на Пиемонт.
Смята се, че произходът му се дължи на Кафе Ал Бичерин (Caffè Al Bicerin) – историческо торинско кафене, основано през 1763 г. Стратегическата му позиция със сигурност помага немалко за увеличаване на популярността на бицерина. То всъщност се намира точно на изхода на Базиликата на Утешителката (Basilica della Consolata) на едноименния площад, където през 19 век вярващите, които отиват на литургия, могат да намерят облекчение от поста си в подготовка за Евхаристията, в чашка добър бицерин.
Кафенето ревностно пази традиционната рецепта и яростно я защитава (служителите му са договорно обвързани с тайната). Възможно е обаче бицерин да бъде намерен и в други добри кафенета в Торино във варианти, които обаче са различни по отношение на дозите.

### Бицерин на Кавур (напием.Bicerin ëd Cavour)
Самият Камило Бенсо, граф на Кавур окончателно 'легитимира' бицерина: хрониките разказват, че графът – атеист чакал кралското семейство, което присъства на литургия, седнал на масата под часовника на кафенето, наслаждавайки се на любимото си питие, придружавайки го с малко сухи бисквити.

## Съставки
Съставките са прости: домашен шоколад, кафе и прясно мляко (fior di latte), но дозите на оригиналната рецепта са неизвестни. Резултатът е вкусна напитка, резултат от сливането на горещ шоколад с подчертания вкус на кафето и деликатната охладена пяна на фиор ди лате. Сервира се във високи чаши или в стъклени чаши, което позволява да се наблюдават нюансите на цветовете поради смесването на различните съставки.

## Почитатели
Големи почитатели на бицерина са Камило Бенсо, граф на Кавур, Пабло Пикасо, Александър Дюма, Ърнест Хемингуей (който го включва сред „Стоте неща в света, които бих спасил“), Умберто Еко. Еко в романа си „Пражкото гробище“ прави подробно описание на торинското кафене „Ал Бичерин“ като вълшебно място.
Няколко прославени личности в историята прекрачват прага на кафене „Ал Бичерин“, като онези писатели, които се нуждаят от концентрация и вдъхновение като Итало Калвино или Гуидо Гоцано. Навремето е много лесно да срещнеш в кафенето известни актьори и актриси като Ерминио Макарио в компанията на някоя красива актриса или колежка, Карло Кампанини или Ванда Озирис – негова редовна посетителка.